# نوريهيكو هيبينو
نوريهيكو هيبينو (日比野則彦 هيبينو نوريهيكو) مواليد 3 سبتمبر 1973 في أوساكا، اليابان، هو ملحن ألعاب فيديو وعارف ساكسفون ياباني بدأ مسيرته الفنية عام 1999.

## أعمال
- أيس كمبات: أسولت هورايزن
- ميتال غير سوليد 4: غنز أوف ذا بتريوتس
- بايونيتا
- 1942: جوينت سترايك
- ياكوزا 2
- ميتال غير سوليد 2: سنز أوف لبرتي
- ميتل جير سوليد : ذا توين سنيك
- ميتال غير سوليد 3: سنيك إيتر
- ميتال غير سوليد: بورتبل أوبس
- بلاسريتر

## وصلات خارجية
- نوريهيكو هيبينو على موقع IMDb (الإنجليزية)
- نوريهيكو هيبينو على موقع ميوزك برينز (الإنجليزية)
- نوريهيكو هيبينو على موقع ديسكوغز (الإنجليزية)